# Elasmus aquila
Elasmus aquila är en stekelart som beskrevs av Girault 1912. Elasmus aquila ingår i släktet Elasmus och familjen finglanssteklar. Inga underarter finns listade i Catalogue of Life.